# 柴田宗義
柴田 宗義（しばた むねよし、生没年不詳）は、安土桃山時代から江戸時代初期にかけての武将。陸奥の戦国大名伊達氏の家臣。伊達輝宗・政宗に仕えた。通称ははじめ源四郎兵部、のち四郎又兵部、但馬。

## 生涯
柴田郡四保城主の四保定朝の子として生まれる。
天正4年（1576年）8月、伊達輝宗に従い、相馬の役に出陣、伊具表に7番備で相馬氏と戦う。天正17年（1589年）8月、輝宗の子・政宗に従い、南会津郡南郷邑梁取城、泉城を攻略。同年10月には須賀川城攻略に出陣し先鋒を務めた。
文禄年間に政宗に従って上洛し豊臣秀吉に拝謁する。この時に秀吉の命により本姓の柴田に戻すよう命ぜられ、姓を柴田に戻し、柴田宗義と称した。
文禄2年（1593年）、政宗の命により居城を柴田郡船岡邑四保城から志田郡桑折邑（現：大崎市三本木）に移す。
宗義の娘、睦子は政宗の側室となり、於山方と称され、のち、伊達宗信、伊達宗高、牟宇姫の3人を出産した。
慶長5年（1600年）9月の出羽最上氏救援の際には、留守政景を名代として伊達軍が最上に出陣。宗義はこの頃病を患っていたため、まだ13歳の子の宗朝を代わりに出陣させた（長谷堂城の戦い）。
慶長8年（1603年）、政宗の命により志田郡桑折から伊具郡金津に移る。慶長12年（1607年）、政宗の命により伊具郡金津から胆沢郡水沢城に移り、2,000石を領治した。

## 系譜
- 父：四保定朝 但馬
- 母：名不詳
- 正室：名不詳
  - 長男：柴田宗朝 源四郎
  - 長女：於山方 伊達政宗の側室。